# 北灘町宿毛谷
北灘町宿毛谷（きたなだちょうしゅくもだに）は、徳島県鳴門市の大字。郵便番号は771-0374。

## 地理
鳴門市の北西部に位置。東は北灘町大浦に接し、西は北灘町鳥ケ丸に接し、北は瀬戸内海に面する。およそ漁業を主体とする農漁業兼業地域。東・西・南の三方を山に囲まれ、宿毛谷川と小屋谷川がほぼ北流し、谷川に沿って集落がある。
海岸に沿って東西に国道11号が走っている。北部には、北灘漁協大浦支所・市役所北灘出張所・伊宇賀神社などがある。

### 小字
- 相ケ谷
- 木屋ケ谷
- クロハエ
- 宿毛谷

## 歴史
江戸期から明治22年にかけては板東郡および板野郡の村であった。寛文4年より板野郡に属す。明治22年に同郡北灘村の大字となった。昭和31年9月より現在の鳴門市の字名となる。

## 世帯数と人口
2022年（令和4年）7月31日現在の世帯数と人口は以下の通りである。
| 町丁         | 世帯数 | 人口 |
| ------------ | ------ | ---- |
| 北灘町宿毛谷 | 24世帯 | 38人 |

## 小・中学校の学区
市立小・中学校に通う場合、学区は以下の通りとなる。
| 番地 | 小学校               | 中学校             |
| ---- | -------------------- | ------------------ |
| 全域 | 鳴門市立北灘東小学校 | 鳴門市立瀬戸中学校 |

## 施設
- 伊宇賀神社
- JF北灘さかな市

## 交通

### 道路
国道
- 国道11号（阿波街道）